# Lyset i natten
Lyset i natten er en dokumentarfilm fra 1953 instrueret af Jørgen Roos efter eget manuskript.

## Handling
Den store sejlads i de danske farvande vejledes af fyr og vagere overalt ved havgrænsen, der er 8000 km lang. For de søfarende er det et livsvigtigt sikringssystem af lyde, lys og tegn. Filmen viser, hvordan denne virksomhed foregår bl.a. ved hjælp af landfyr, radiofyr og fløjtetønder. Det er Fyr- og Vagervæsenet, der står bag arbejdet og følger det ved en regelmæssig inspektion. Også sprængning af vrag er et af Fyr- og Vagervæsenets betydningsfulde opgaver. Fra Danmarks 800 fyr og 13 fyrskibe rækker lyset ud i natten som tegn på tillid og samarbejde.